# Psoralea pallida
Psoralea pallida là một loài thực vật có hoa trong họ Đậu. Loài này được N.T.Burb. miêu tả khoa học đầu tiên.